# Rio Melissa
O rio Melissa é um curso de água do estado do Paraná, Região Sul do Brasil. Nasce no município de Cascavel e deságua na margem esquerda do rio Piquiri, na divisa dos municípios de Nova Aurora e Corbélia.
O manancial alimenta a Usina Hidrelétrica Melissa, uma pequena central hidrelétrica (PCH) localizada entre Nova Aurora e Corbélia.